# Sankt Nikolai Sogn (Nakskov)
 For alternative betydninger, se Sankt Nikolai Sogn. (Se også artikler, som begynder med Sankt Nikolai Sogn)
Sankt Nikolai Sogn er et sogn i Lolland Vestre Provsti (Lolland-Falsters Stift).
Sankt Nikolai Sogn lå i Nakskov Købstad, der geografisk hørte til Lollands Nørre Herred i Maribo Amt. Nakskov købstad blev ved kommunalreformen i 1970 kernen i Nakskov Kommune, der ved strukturreformen i 2007 indgik i Lolland Kommune.
I 1962 blev Stormarkskirken indviet, og Stormarks Sogn blev udskilt fra Sankt Nikolai Sogn.
I Sankt Nikolai Sogn ligger Sankt Nikolai Kirke.
I sognet findes følgende autoriserede stednavne:
- Færgeland (areal, bebyggelse)
- Kuddeholm (areal)
- Nakskov (købstad)
- Savnsø Vig (areal, ejerlav)